# Ortotanásia
Ortotanásia é o termo utilizado pelos médicos para definir a morte natural, sem interferência da ciência, permitindo ao paciente morte digna, sem sofrimento, deixando a evolução e percurso da doença. Portanto, evitam-se métodos extraordinários de suporte de vida, como medicamentos e aparelhos, em pacientes irrecuperáveis e que já foram submetidos a suporte avançado de vida. A persistência terapêutica em paciente irrecuperável pode estar associada à  distanásia, considerada morte com sofrimento.